# David Forsyth
David Forsyth (Long Beach, Califórnia, 18 de Setembro de 1947) é um ator estadunidense, mais conhecido por seu trabalho em telenovelas como Another World, Search for Tomorrow e All My Children.

## Biografia

### Vida pessoal
Forsyth nasceu e cresceu em Long Beach, e se mudou apenas para perseguir a carreira de ator em Los Angeles, onde a maior parte dos programas de televisão dos Estados Unidos são gravados. Por um certo tempo, no final dos anos 80, ele namorou sua co-estrela em Another World, Anne Heche.

### Carreira
Forsyth iniciou sua carreira em 1981 em Texas, como T.J. Canfield, e após o término de seu contrato no ano seguinte, vários outros papéis foram oferecidos: Burke Donovan em As the World Turns, Hogan McCleary em Search for Tomorrow, onde permaneceu até o último episódio e Another World, onde permaneceu por dez anos, entre 1987 e 1997. Em 1998, após uma pequena incursão no horário nobre com uma participação especial em Sex and the City, o ator voltou às telenovelas diurnas com um papel em All My Children. Posteriormente, Forsyth seria convidado especial em vários seriados como Deadline e Law & Order, e ainda estrearia nos cinemas com The End of the Bar em 2002.
Em 2006, o ator tornou-se também diretor, ao dirigir um episódio de General Hospital.

## Filmografia

### Televisão
- 2010 Law & Order: Criminal Intent como Piaggi
- 2006 Law & Order como Jonathan Prescott
- 2004 Law & Order: Special Victims Unit como Dr. Stanley Norton
- 2001 Days of Our Lives como John
- 2000 Deadline como Carl Cavender
- 1998 All My Children como Bob Thomasen
- 1998 Sex and the City como Charles "Chip"
- 1997 Another World como Dr. John Hudson
- 1986 Search for Tomorrow como Hogan McCleary
- 1983 As the World Turns como Burke Donovan
- 1980 Texas como T.J. Canfield

### Cinema
- 2002 The End of the Bar como Sr. Duncan

## Prêmios
| Ano  | Premiação                | Categoria                                                            | Indicado(s)                     | Resultado |
| ---- | ------------------------ | -------------------------------------------------------------------- | ------------------------------- | --------- |
| 1996 | Daytime Emmy             | Melhor ator (coadjuvante/secundário) em série de televisão dramática | David Forsyth por Another World | Indicado  |
| 1990 | Soap Opera Digest Awards | Melhor ator (coadjuvante/secundário) em série de televisão dramática | David Forsyth por Another World | Indicado  |
| 1989 | Daytime Emmy             | Melhor ator (coadjuvante/secundário) em série de televisão dramática | David Forsyth por Another World | Indicado  |